# Carl Plötz
Carl Plötz was een Duitse entomoloog die gespecialiseerd was in vlinders en in het bijzonder in dikkopjes (Hesperiidae).

## Levensloop
Hij was vanaf 1856 lid van de entomologische vereniging van Szczecin en publiceerde regelmatig in het tijdschrift van de vereniging, de Stettiner Entomologische Zeitung over de lokale vlinderfauna. Hij onderzocht ook de collectie van Afrikaanse vlinders van Reinhold Wilhelm Buchholz en publiceerde daarover. 
Over zijn leven is verder weinig bekend. Op 12 augustus 1886 meldde de plaatselijke krant dat Carl Plötz door het innemen van cyaankali een eind aan zijn leven had gemaakt. Er werd verondersteld dat de angst voor een dreigende ongeneeslijke blindheid, hem tot deze wanhoopsdaad had gedreven.

## Nalatenschap
Zijn tekeningen van vlinders (meer dan 10.700 platen) gingen na zijn overlijden naar het Zoologische Staatssammlung München. Zijn vlindercollectie bestaande uit 60 dozen bevindt zich in het Zoölogisch Instituut in Greifswald.

## Enkele publicaties
- 1879. Hesperiina Herr.-Sch.. Stettiner Entomologische Zeitung; 40: 175-180.
- 1879. Verzeichniss der vom verstorbenen Prof. Dr. R. Buchholz in West-Afrika - Meerbusen van Guinea - gesammelten Hesperien  Stettiner Entomologische Zeitung; 40: 353-367.
- 1879. Die Hesperiinen-Gattung Erycides Hübn. und ihre Arten. Stettiner Entomologische Zeitung; 40: 406-411
- 1879. Die Hesperiinen-Gattung Pyrropyga und ihre Arten. Stettiner Entomologische Zeitung; 40: 520-538
- 1880. Die Hesperiinen-Gattung Goniurus Hübner und ihre Arten. Bulletin de la Société impériale des naturalistes de Moscou; 55: 1-22
- 1880. Verzeichnis der vom Professor Dr. R. Buchholz in West-Africa gesammelten Schmetterlinge.
  - Heterocera (1). Stettiner Entomologische Zeitung; 41: 76-88.
  - Heterocera (2). Stettiner Entomologische Zeitung; 41: 298-307.
  - Rhopalocera (1). Stettiner Entomologische Zeitung; 41: 189-206.
  - Rhopalocera (2). Stettiner Entomologische Zeitung; 41: 477-478.
- 1881. Die Hesperiinen-Gattung Eudamus und ihre Arten (1). Stettiner entomologische Zeitung; 42: 500-504.
- 1881. Die Hesperiinen-Gattung Eudamus und ihre Arten (2). Stettiner entomologische Zeitung; 43: 87-101.
- 1882. Einige Hesperiinen-Gattung und deren Arten (1). Berliner Entomologische Zeitschrift; 26: 71–82.
- 1882. Einige Hesperiinen-Gattung und deren Arten (2). Berliner Entomologische Zeitschrift; 26: 253–266.
- 1882. Die Hesperiinen-Gattung Hesperia Aut. und ihre Arten. Stettiner Entomologische Zeitung; 43: 314-344 & 436-456.
- 1883. Die Hesperiinen-Gattung Hesperia Aut. und ihre Arten (vervolg. Stettiner Entomologische Zeitung; 44: 26-64.
- 1883. Die Hesperiinen-Gattung Phareas Westw. und ihre Arten. Stettiner Entomologische Zeitung; 44: 451-458.
- 1884. Die Hesperiinen-Gattung Plastingia Butl. und ihre Arten. Stettiner Entomologische Zeitung; 45: 145-150.
- 1884. Die Hesperiinen-Gattung Ismene Svv. und ihre Arten. Stettiner Entomologische Zeitung; 45: 51-66.
- 1884. Die Hesperiinen-Gattung Apaustus Hüb. und ihre Arten. Stettiner Entomologische Zeitung; 45: 151-166.
- 1884. Die Hesperiinen-Gattung Thymelicus Hüb. und ihre Arten. Stettiner Entomologische Zeitung; 45: 284-290.
- 1884. Die Hesperiinen-Gattung Butleria Kirby und ihre Arten. Stettiner Entomologische Zeitung; 45: 290-295.
- 1884. Die Hesperiinen-Gattung Telesto Bsd. und ihre Arten. Stettiner Entomologische Zeitung; 45: 376-384.
- 1884. Die Hesperiinen-Gattung Isosteinon Feld. und ihre Arten. Stettiner Entomologische Zeitung; 45: 385-386.
- 1884. Die Hesperiinen-Gattung Carterocephalus Led. und ihre Arten. Stettiner Entomologische Zeitung; 45: 386-388.
- 1884. Die Gattung Abantis Hopf. Stettiner Entomologische Zeitung; 45: 388-389.
- 1884. Die Gattung Cyclopides Hüb. und ihre Arten. Stettiner Entomologische Zeitung; 45: 389-397.
- 1885. Neue Hesperiden des Indischen Archipels und Ost-Africa's aus der Collection des Herrn H. Ribbe. Berliner Entomologische Zeitschrift; 29: 225–232.
- 1885. Die Hesperiinen-Gattung Sapaea Pl. und ihre Arten. Stettiner Entomologische Zeitung; 46: 35-36.
- 1885. Die Hesperiinen-Gattung Leucochitonea Wlgr. ? und ihre Arten. Stettiner Entomologische Zeitung; 46: 36-40.
- 1886. Nachtrag und Berichtigungen zu den Hesperiinen. Stettiner Entomologische Zeitung; 47: 83-117.
- 1886. System der Schmetterlinge. Mittheilungen aus dem naturwissentschaflichen Verein für Neu-Vorpommern und Rügen, Greifswald; 17: 485-528.